# Naruto Shippūden: Naruto vs. Sasuke
 (septembre 2017).
Si vous disposez d'ouvrages ou d'articles de référence ou si vous connaissez des sites web de qualité traitant du thème abordé ici, merci de compléter l'article en donnant les références utiles à sa vérifiabilité et en les liant à la section « Notes et références ».
Naruto Shippūden: Naruto vs. Sasuke (ＮＡＲＵＴＯ－ナルト- 疾風伝 最強忍者大結集 激突！！ナルトＶＳサスケ) est un jeu vidéo d'action et de Jeu de plates-formes sorti exclusivement sur Nintendo DS et tiré du manga Naruto Shippuden de Masashi Kishimoto. Il a été développé par 505 Games et édité par Takara Tomy. Le jeu est sorti le 18 juillet 2008 au Japon et le 12 novembre 2010 en Europe et aux États-Unis.